# La clinica dei misteri
La clinica dei misteri (Borderline Murder) è un film per la televisione del 2011 diretto da Andrew C. Erin.

## Trama
La giovane studentessa di medicina Abby Morgan riceve una notizia sulla scomparsa della sorella in Texas. Ma, si scopre che la scomparsa è collegata ad una clinica per la chirurgia estetica in Messico di poco conto.